# La lengua de las mariposas
La lengua de las mariposas (deutsch „Die Zunge der Schmetterlinge“) ist ein spanischer Spielfilm des Regisseurs José Luis Cuerda aus dem Jahr 1999. Er basiert auf der gleichnamigen Kurzgeschichte von Manuel Rivas.

## Handlung und Anmerkungen
Die Geschichte spielt in den Monaten vor dem Spanischen Bürgerkrieg, beginnend mit dem Wahlsieg der linksgerichteten Frente Popular am 16. Februar 1936, und handelt von der Beziehung eines etwa sechsjährigen Jungen namens Moncho zu seinem alten Lehrer Gregorio. In den Film wurden auch andere Kurzgeschichten von Manuel Rivas eingewoben.
Moncho wächst in einer galicischen Stadt auf. Aufgrund einer Erkrankung wird er erst mitten im Schuljahr eingeschult. Anders als das Schreckgespenst eines Lehrers, das sein älterer Bruder ihm gezeichnet hat, stellt sich Don Gregorio als ein liebe- und respektvoller Lehrmeister heraus, dem es gelingt, die Neugier des aufgeweckten Moncho auf die Dinge zu lenken, die sie umgeben. Auch auf so kleine Details, wie die Zunge der Schmetterlinge. So wie Monchos Vater ist Don Gregorio Republikaner und unterstützt die demokratisch gewählte Regierung Spaniens. 
Der bald ausbrechende Bürgerkrieg kündigt sich im Verlaufe des Films durch Gestiken, Mimiken und auch Sätze insbesondere von Vertretern der antirepublikanischen Seite immer wieder an. So etwa im Verhalten des Dorfpriesters, der mit Don Gregorio in einer Szene um die Seele des kleinen Moncho kämpft, und es Don Gregorios Einfluss zuschreibt, dass der Junge sein lateinisches Ministrantenverslein nicht aufzusagen weiß, wie aber auch in den Worten und Gesten des Großgrundbesitzers des Dorfes oder in Reaktionen der Guardia Civil.
Als der Krieg 1936 ausbricht und die Faschisten das Dorf erobern, werden alle Republikaner zunächst im Schulgebäude eingesperrt. Monchos Vater, gebrochen und handlungsunfähig, unterwirft sich der pragmatischeren Mutter, die im Angesicht des ausgebrochenen Bürgerkrieges alles, was die republikanische Gesinnung des Vaters offenbart, vernichtet, um die Familie zu retten, und zusätzlich ihren Söhnen eintrichtert, dass sie nie etwas Republikanisches in ihrem Hause vernommen hätten. 
Beim Abtransport der Republikaner (zu ihrer Exekution?) vor der versammelten Dorföffentlichkeit durch eine Einheit Falangisten ringt sich die Familie unter Tränen die Beschimpfung der republikanischen Freunde ab. Anschließend laufen die Kinder des Dorfes dem Lastwagen hinterher und beschmeißen die gedemütigten Republikaner mit Steinen und bedenken sie mit Schimpfworten. Auch Moncho schließt sich dem an und wirft neben Steinen seinem alten Lehrer einen „Espiritrompa“ (Schmetterlingsrüssel) hinterher.

## Kritik
Die Website Rotten Tomatoes, die Filmkritiken auswertet, hat dem Film eine positive Wertung von 96 % gegeben.

## Auszeichnungen
Goya 2000
- Bestes adaptiertes Drehbuch – Rafael Azcona, José Luis Cuerda und Manuel Rivas
- Nominierung in der Kategorie Bester Film
- Nominierung in der Kategorie Beste Regie
- Nominierung in der Kategorie Bester Hauptdarsteller – Fernando Fernán Gómez
- Nominierung in der Kategorie Bester Nachwuchsdarsteller – Manuel Lozano
- Nominierung in der Kategorie Beste Produktionsleitung – Emiliano Otegui
- Nominierung in der Kategorie Beste Kamera – Javier G. Salmones
- Nominierung in der Kategorie Bester Schnitt – Ignacio Cayetano Rodriguez
- Nominierung in der Kategorie Bestes Szenenbild – Josep Rosell
- Nominierung in der Kategorie Beste Kostüme – Sonia Grande
- Nominierung in der Kategorie Beste Maske – Ana López Puigcerver und Teresa Rabal
- Nominierung in der Kategorie Bester Ton – Patrick Ghislain, Daniel Goldstein und Ricardo Steinberg
- Nominierung in der Kategorie Beste Filmmusik – Alejandro Amenábar